# Pouteria coelomatica
Pouteria coelomatica är en tvåhjärtbladig växtart som beskrevs av Carlos Toledo Rizzini. Pouteria coelomatica ingår i släktet Pouteria och familjen Sapotaceae. IUCN kategoriserar arten globalt som starkt hotad. Inga underarter finns listade i Catalogue of Life.